# Zele
Zele è un comune belga di 20 763 abitanti, situato nella provincia fiamminga delle Fiandre Orientali.